# Encephalartos sclavoi
Encephalartos sclavoi é um tipo de sementes de cones ou pinhas. Há espalhadas por todo o mundo, mas é de destacar a Tanzânia, local onde está de momento um dos maiores exemplares.